# Katherine Harms
Katherine Harms est une joueuse de volley-ball américaine née le 29 novembre 1990 à Minneapolis (Minnesota). Elle mesure 1,85 m et joue au poste d'attaquante.

## Clubs
| Club                    | De        | À         |
| ----------------------- | --------- | --------- |
| University of Minnesota | 2009-2010 | 2011-2012 |
| AGIL Volley             | 2013-2014 | 2013-2014 |
| Leonas de Ponce         | jan 2014  | mars 2014 |
| Gigantes de Carolina    | mars 2014 | mai 2014  |
| VC Stuttgart            | 2014-2015 | 2014-2015 |
| Volley-Ball Nantes      | 2015-2016 | …         |

## Palmarès
- Coupe d'Allemagne
  - Vainqueur : 2015.
- Championnat d'Allemagne
  - Finaliste : 2015.
- Coupe de France
  - Finaliste : 2016.